# Zdymadlo Velký Osek
Zdymadlo Velký Osek je vodní dopravní stavba na Labi, která je ve správě státního podniku Povodí Labe. Nachází se na říčním kilometru 911,770 Evropské kilometráže (s nulou při ústí Labe do Severního moře), resp. na říčním kilometru 74,350 podle staré kilometráže s nulou u Mělníka, necelé 2 kilometry jihozápadně od obce Velký Osek, po které je pojmenována. Předchozí plavební stupeň je Zdymadlo Klavary, následující plavební stupeň je Zdymadlo Poděbrady.

## Jednotlivé části zdymadla
Hlavní objekty vodního díla jsou:
- jez
- plavební komora
- malá vodní elektrárna

Součástí díla je také rybí přechod, který je umístěn mezi jezem a plavební komorou.
V roce 1938 byl vypracován projekt tehdejším Ředitelstvím vodních cest v Praze. Samotná stavba zdymadla byla zahájena v srpnu 1940. V průběhu 2. světové války byla nejen tato stavba postupně omezována a v roce 1942 téměř zastavena. Jez a plavební komora tak byly dokončeny až v roce 1952. Pro malý spád se stavba vodní elektrárny tehdy neuskutečnila.

### Jez
Jez je tvořen třemi poli světlosti 19,0 m, která jsou hrazená zdvižnými stavidly typu Stoney s nasazenými úhlovými klapkami. Jezové pilíře jsou 3,60 m široké a 20 metrů dlouhé. Nominální vzdutá hladina je 188,59 m n. m. Na jezových pilířích je uložena ocelová servisní lávka široká 1,80 m, která prochází všemi strojovnami v pilířových nástavcích.

### Plavební komora
Jednolodní plavební komora je umístěna u pravého břehu v sousedství pravého jezového pole. Její rozměry jsou 85 × 12 metrů a hloubka vody nad záporníkem je 2,85 metru. Na rozdíl třeba od sousedního zdymadla Klavary jsou v horním ohlaví poklopová vrata (byla zde použita poprvé v tehdejším Československu), v dolním ohlaví jsou umístěna „tradiční“ vzpěrná vrata. Provozní doba plavební komory je 6 až 18 hodin. Od července 2014 probíhá modernizace plavební komory s plánovaným termínem dokončení 12/2015. Celkové rozpočtované stavební náklady jsou 74 885 400 Kč bez DPH (informační tabule na plavební komoře).

### Malá vodní elektrárna
Malá vodní elektrárna (MVE) byla postavena až v letech 2011–2012 a jejím vlastníkem a provozovatelem není státní podnik Povodí Labe. Elektrárna je umístěna v bezprostřední blízkosti stávajícího jezu a zdymadla Velký Osek na levém břehu řeky Labe v katastrálním území obce Pňov-Předhradí.
Slavností předvedení elektrárny se uskutečnilo dne 6. listopadu 2012. Celkový instalovaný výkon 3 Kaplanových turbín je 900 kW a elektřina bude zásobovat cca 1000 domácností, ročně se tak ušetří asi 4870 tun emisí CO2. MVE Velký Osek se svým výkonem řadí do podkategorie minielektrárny (do 1 MW). Podle režimu nakládání s vodou jde o MVE průtokovou (průtok je 51 m3/s). Podle spádu jde o MVE nízkotlakou, spád je dokonce pouze 1,9 metru a jde o jedinou elektrárnou této velikosti v ČR, která je postavena na spádu nižším než 2 metry.

## Fotogalerie

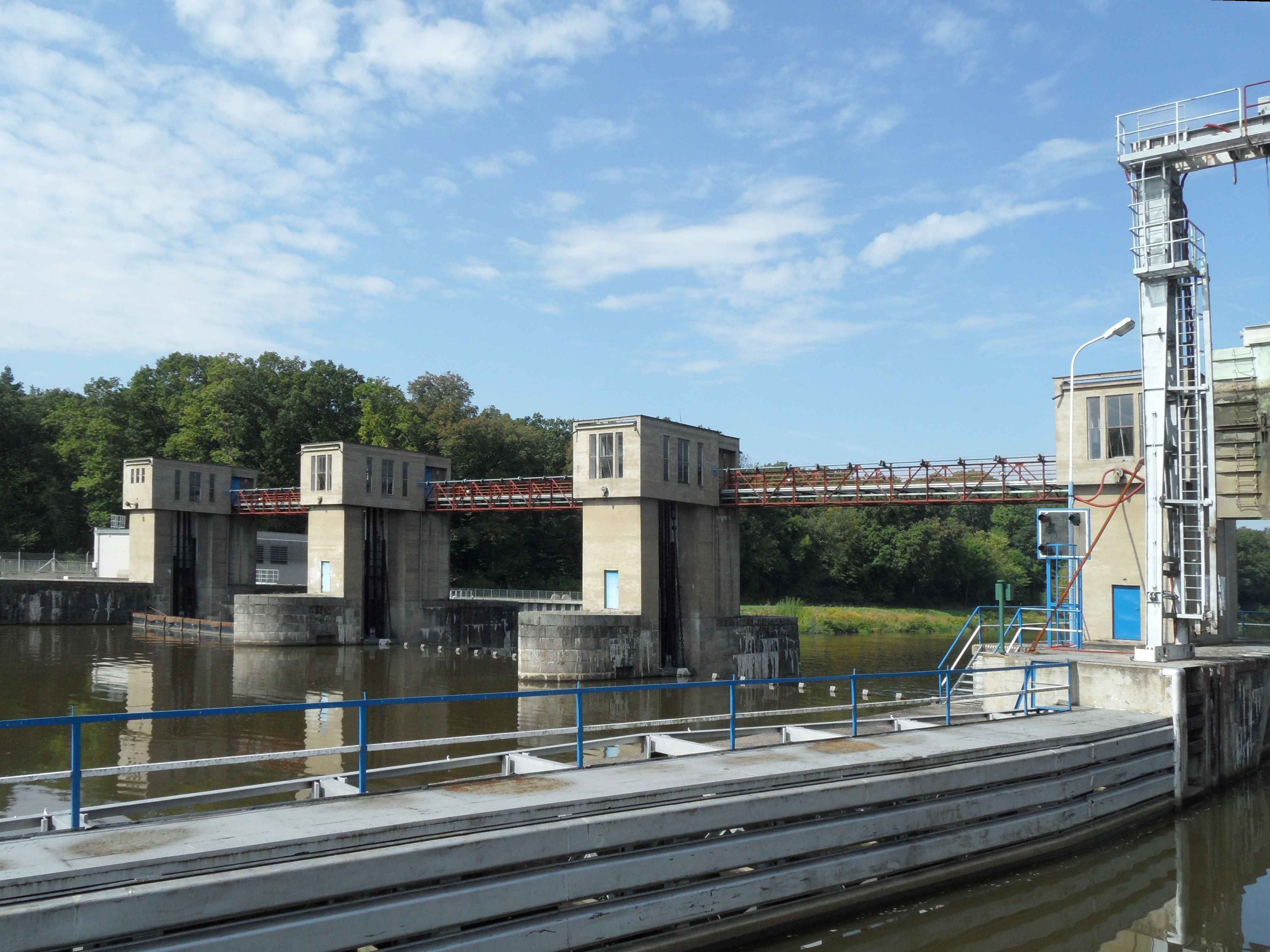
Jez se servisní lávkou
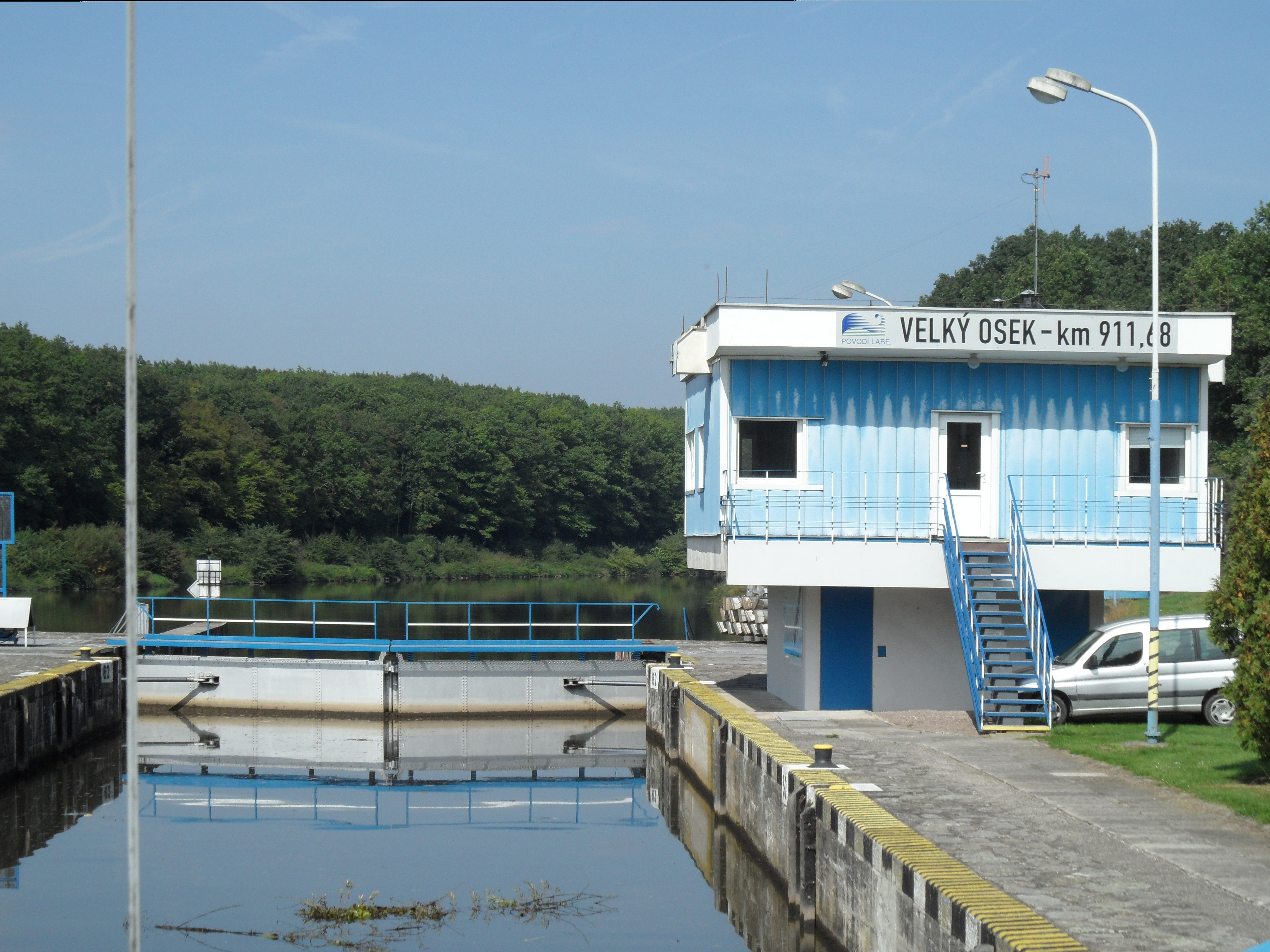
Plavební komora
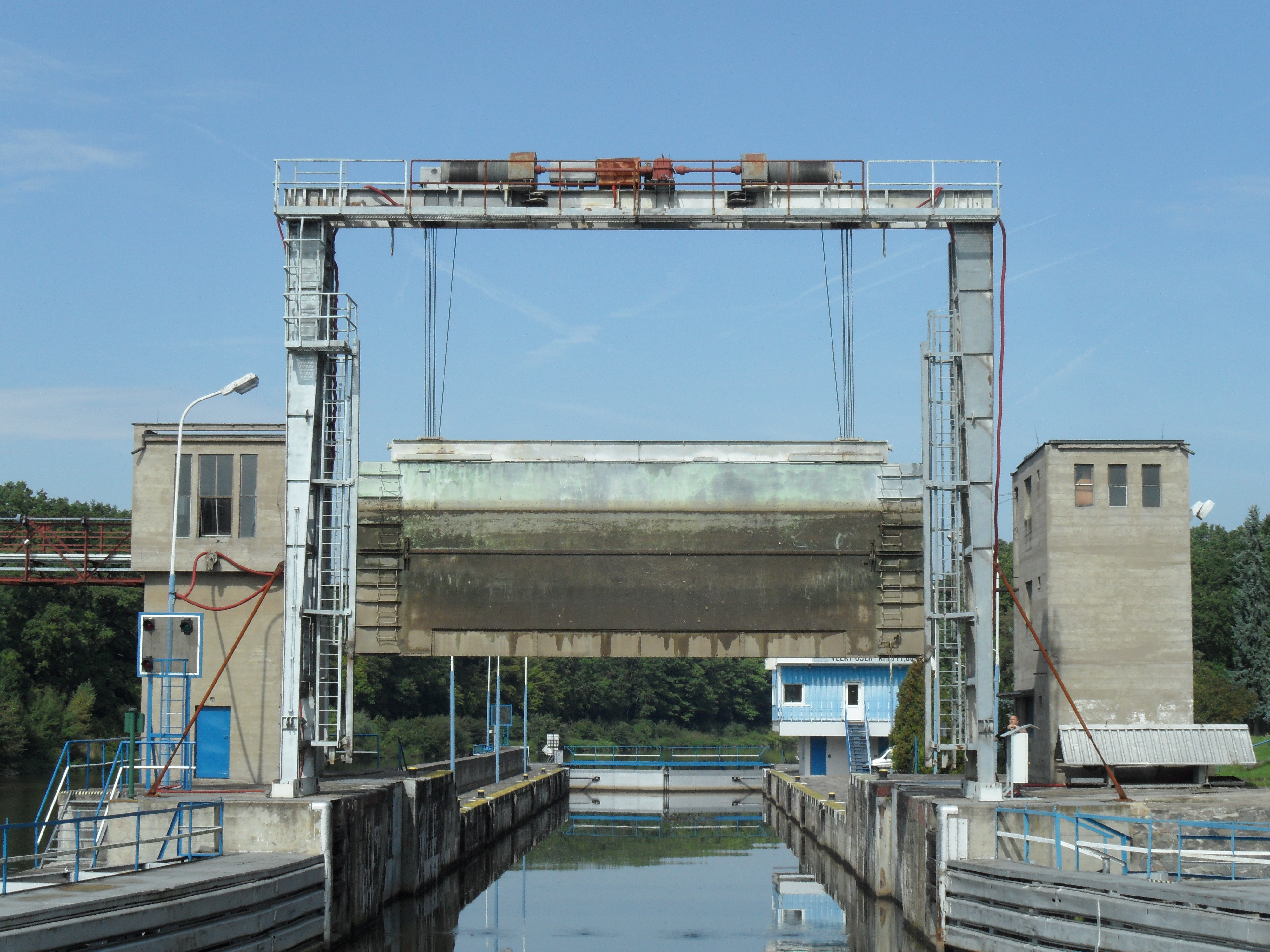
Provizorní horní portálová vrata.
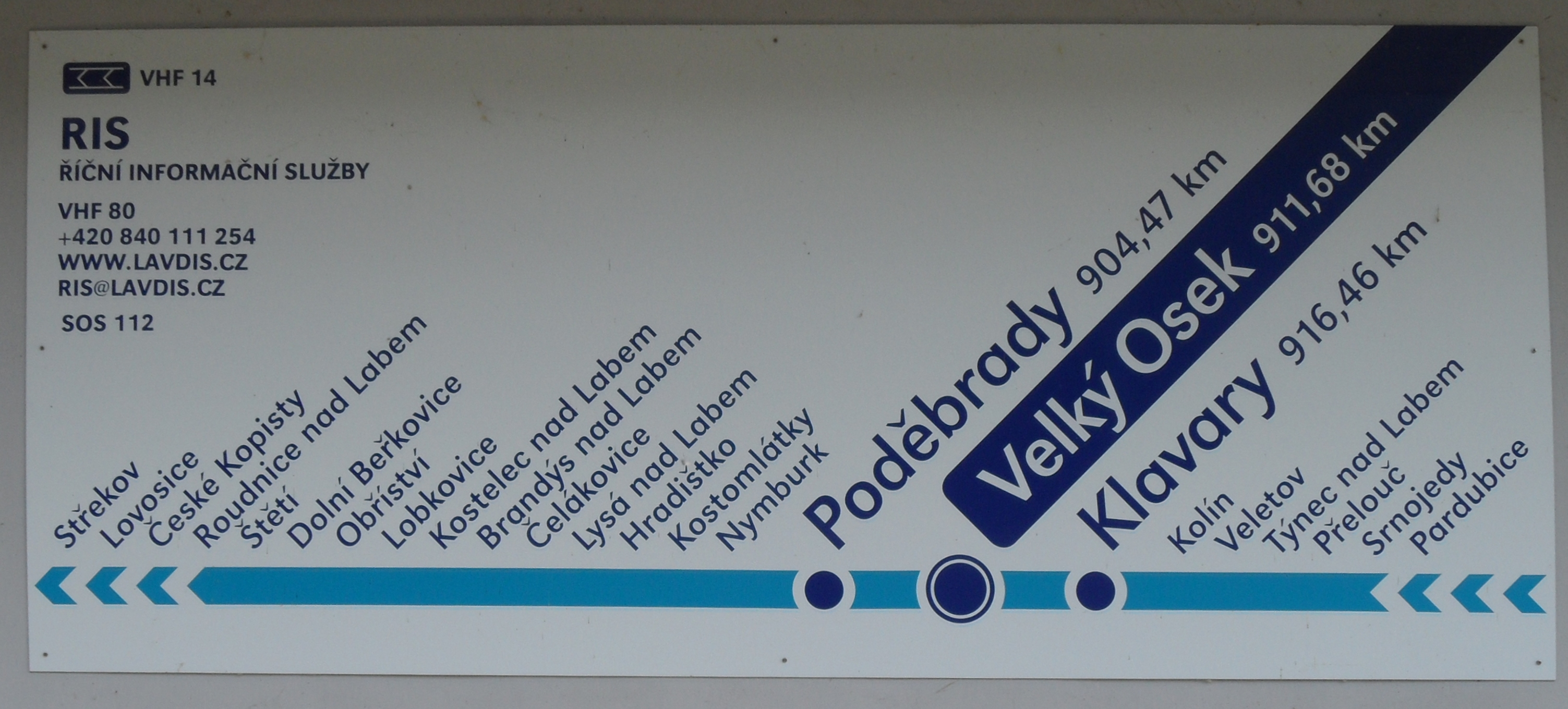
Informační tabule
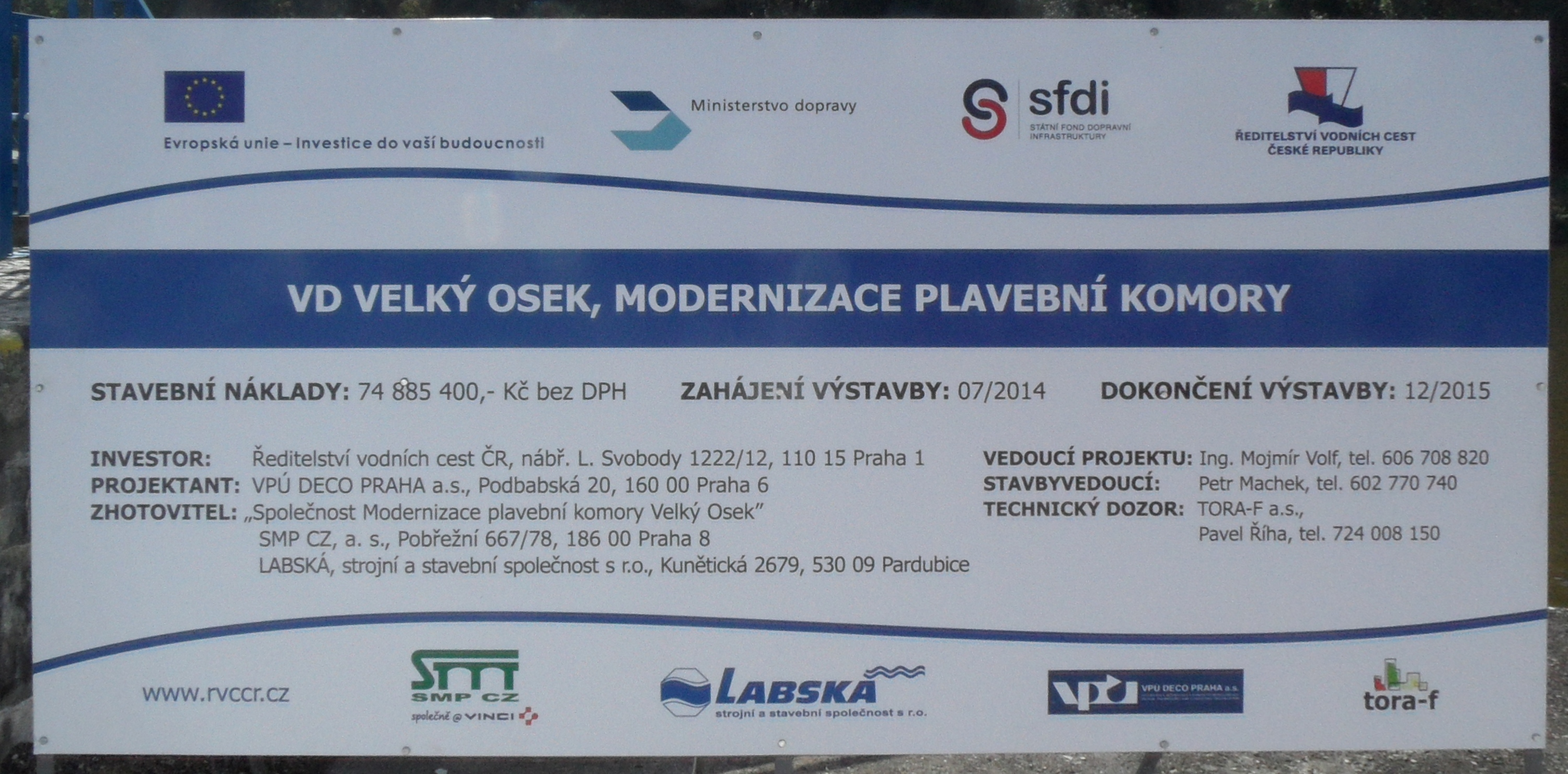
Informační tabule: modernizace